# Глобална мрежа
Глобална мрежа е комуникационна или инфраструктурна мрежа, чиито комуникационни връзки покриват пространство от порядъка на стотици километри. Географски погледнато глобалната мрежа е най-голямата от регионалната, районната, локалната и персоналната комуникационна мрежа. Най-голямата, а и най-известната за сега глобална мрежа е Интернет.
International Network означава международна мрежа и от първите срички на тези две думи се образува името „Интернет“. Компютрите, които са част от Интернет, се наричат хостове (hosts).